# Cases Josefa López
Les Cases Josefa López són un conjunt arquitectònic situat als carrers de Muntaner i del Rector Ubach de Barcelona, catalogat com a bé cultural d'interès local.

## Història
Realitzat entre 1930 i 1931 per Josep Lluís Sert, amb la col·laboració de Sixt Illescas, aquest bloc d'habitatges en dúplex és una de les obres més significatives del corrent racionalista català i espanyol. Va ser també la residència de l'arquitecte fins a l'any 1939, en què es va exiliar.
Es tracta d'una obra fonamental (juntament amb la casa Rodríguez Arias a la Via Augusta, 61) dins la plenitud de l'ortodòxia metodològica i lingüística del racionalisme espanyol, essent el primer edifici d'habitatges resolt amb el sistema dúplex.
El 1975, el conjunt va ser restaurar i s'hi va donar una notable revalorització, malgrat els canvis dels àtics i les botigues de la planta baixa. Actualment, alguns dels habitatges es troben reformats i segregats.

## Descripció
La finca es desenvolupa en un solar de 18 x 17 m, amb una superfície construïda de 1.520 m² en vuit plantes. Consta de soterrani, planta baixa amb botigues i garatge, sis pisos per a habitatges i un àtic per a estudis i la casa del porter.
El soterrani ocupa mitja parcel·la i acull els serveis de calefacció, maquinària de l'ascensor, comptadors de subministraments i traster. També hi desmboquen els tubs d'escombreries que es poden treure al carrer del Rector Ubach des d'una escala independent. A la planta baixa, hi ha dues botigues (cap a la banda del carrer de Muntaner), l'entrada a la finca i el garatge, el qual comunica amb l'escala a través d'una porta independent. En aquest pis es localitza també el vestíbul de la finca amb dos trams ben definits; el primer es configura com l'accés pròpiament dit des del carrer a l'edifici i el segon acull la porteria, l'escala de veïns i l'ascensor amb doble cabina (ascensor i muntacàrregues).
A través de l'ascensor o de l'escala de veïns s'accedeix als habitatges de la finca, amb la característica que hi ha dos pisos per replà d'escala però amb l'entrada cada dos replans, ja que cada habitatge ocupa dues mitges plantes sobreposades (dúplex). Tot les reformes practicades a alguns d'ells (que han estat dividits en dos apartaments) encara es manté part de la distribució original. Aquest model es presentà als 1930 com una proposta innovadora del GATCPAC i alternativa al tipus consolidat a l'Eixample, amb cases allargades que s'estenien de la façana principal a la del pati d'illa. En canvi, en aquest edifici, la distribució en dúplex va permetre la supressió dels passadissos dels habitatges, obscurs i mal il·luminats, i els celoberts de ventilació de les estances interiors. Al seu lloc, els arquitectes van projectar dos vestíbuls de 2 x 7 m; un superior per a ús particular de l'inquilí i del servei, i un inferior que constituïa l'entrada principal.
En la planta original es distingeixen dues zones que es comuniquen verticalment a través d'una escala localitzada a la sala d'estar. La zona de nit dona al carrer del Rector Ubach i acull els dormitoris, mentre que la zona oberta al carrer de Muntaner acull la sala d'estar amb la cuina, el menjador i un dormitori principal. A la planta baixa de cada habitatge hi havia un vestíbul que donava pas a la sala d'estar o living-room i que a través d'unes portes plegables podia incorporar-se al menjador. Disposava d'una doble alçada amb una galeria o altell al costat del carrer Muntaner i una escala al costat oposat, que comunicava interiorment les dues plantes de l'habitatge. A la planta superior hi havia un dormitori amb bany (per a convidats), un altre de servei amb un lavabo i un despatx que comunica amb el vestíbul, el menjador i la cuina. També hi havia tres dormitoris principals, un d'ells amb una galeria al carrer de Muntaner, i un altre de servei. Aquest últim i la sala de planxa s'obrien al vestíbul superior i tenien sortida a través d'aquest i de forma independent, cap a l'escala.
L'atic de la finca està ocupat per uns habitatges que al projecte original es coneixien com estudis i on es trobava la terrassa, a la qual tenien els pisos superiors, ja que estaven situades a sobre de les sales d'estar.
Un dels elements més emblemàtics de l'edifici és precisament la façana, tant la del de carrer Muntaner, com la del Rector Ubach. Amb la senzillesa que va caracteritzar el moviment racionalista, presenta una ordenació exterior que és conseqüència de la distribució interior. Els dos frontis presenten un acabament amb superfícies estucades, de color verd pàl·lid que emfasitzen el rigor geomètric de la composició i contrasta amb el blanc dels ferros tubulars i el gris fosc de la fusteria metàl·lica de les finestres. Aquestes finestres (de la casa Fenestre Cristall de tipus estàndard) es configuren com alguns dels elements més característics del Moviment Modern, per la seva component horitzontal i el disseny estil vaixell de les baranes.
A la façana del carrer de Muntaner alternen finestres horitzontals (quatre corresponents a la sala, menjador i dos habitatges) amb la galeria dels dormitoris i el petit balcó de l'altell de la sala. A la façana del carrer del Rector Ubach els balcons d'angle són la prolongació de l'altell de la sala, donant a les bigues un millor recolzament i facilitant la neteja exterior dels grans finestrals de la sala, fixes per motius d'economia.